# 学習強国
学習強国（がくしゅうきょうこく、簡体字中国語: 学习强国、拼音: Xuéxí Qiángguó）は中国共産党中央委員会宣伝部に主管して、中国共産党中央委員会総書記習近平の講話と習近平による新時代の中国の特色ある社会主義思想を主な内容とする教育プラットフォーム。
「学習」は、一般的な意味での「学習」を意味するとともに「習（近平）に学ぶ」こととも解されている。

## 内容
学習強国には、習近平の講談や映像を多数収録した「要聞」「新思想」「時政総合」などのセクションが含まれる。 また、「党史資料」「紅色革命観光スポット紹介」、中国文化資料、学者コース、ラジオやテレビの生中継なども含まれる。 ログイン、記事読み取り、ビデオ視聴、コメントや回答などの利用者の日常業務が「学習ポイント」を蓄積する「学習ポイント」システムがある。

## 評価
中国共産党の公式メディア『人民日報』は学習強国は内容が権威、内涵が豊富、特色が鮮明、党員から歓迎を受けたと評価した。
中国大陸の公式メディアによって、一部の党員は時事と方針が知られると好評した。一部の利用者は個人時間を占用すると不満があった 。
Cure53はAndroid端末のデータが中華人民共和国政府に利用される可能があると発見した。